# عادل درويش
عادل ألكسندر درويش هو صحفي ومؤلف ومعلق سياسي بريطاني، يعمل في مجال الصحافة السياسية في لندن. شغل منصب مراسل في شارع فليت، وهو حي الصحافة في العاصمة البريطانية، كما عمل كمراسل برلماني في قاعة الصحافة التابعة لمجلس العموم البريطاني في قصر وستمنستر.
يختص درويش بتغطية الشؤون الخارجية، مع تركيز خاص على قضايا الشرق الأوسط. تلقى تعليمه في جامعة لندن، وأكمل دراسات عليا بين عامي 1965 و1967. يقيم حاليًا في منطقة وستمنستر بلندن.
عمل درويش مراسلاً ومحررًا في عدد من الصحف البريطانية والدولية، من بينها ديلي ميل، وديلي تلغراف، وذا إندبندنت، وديلي إكسبرس، ونيوز أوف ذا وورلد، وذا سكوتسمان، وصنداي هيرالد، ويوركشاير بوست، وذا تايمز، إضافة إلى مساهماته في واشنطن بوست، وعدد من المطبوعات والصحف الصادرة في أمريكا الشمالية، وآسيا، والشرق الأوسط. كما ينشر محتوى عبر مدونته الشخصية، وله عدد من المؤلفات والكتب المنشورة.يعمل درويش حاليًا محررًا سياسيًا في وكالة ميدل إيست نيوز، ويشارك كمعلق في عدد من البرامج الإعلامية، من بينها برنامج ذا توربين.

## السيرة الذاتية

### الأسماء
يستخدم درويش عدة أسماء مستعارة في بعض كتاباته، من بينها: أليكس داروين، وألكسندر تي. داروين، وإيه. عادل إيه. وعلى الرغم من أن اسمه الكامل يحمل طابعًا عربيًا، إلا أن أصوله تعود إلى منطقة البلقان، ويُنسب إلى أصول ألبانية.

### الحياة المبكرة والتعليم
وُلد عادل درويش في مدينة الإسكندرية خلال فترة الحرب العالمية الثانية، وتشير بعض المصادر إلى أن تاريخ ميلاده كان بين عامي 1943 و1945. تنحدر عائلته من أصول بلقانية قادمة من أوروبا الوسطى. وتشير روايات غير موثقة إلى أن والديه قد يكونان من الألبان المقدونيين، في حين تفيد روايات أخرى أنهما كانا يحملان الجنسية البريطانية. شغل والده منصب مدير هيئة البريد في الإسكندرية خلال فترة الإدارة البريطانية للمرافق الحكومية في مصر.
تلقى درويش تعليمه الأساسي في المدرسة البريطانية بالإسكندرية، وغادر إلى بريطانيا بعد أزمة السويس، بين عامي 1956 و1959. التحق بجامعة لندن وتخرج منها عام 1966، وقد أمضى عامًا دراسيًا (1963–1964) في جامعة الإسكندرية كجزء من دراسته لتاريخ الشرق الأوسط.

### المسيرة الصحفية
بعد تخرّجه، بدأ درويش مسيرته الصحفية في القارة الإفريقية، حيث عمل مراسلًا لعدة صحف بريطانية. لاحقًا، انتقل لتغطية الأحداث السياسية في منطقة الشرق الأوسط.
في عام 1970، قام بتغطية حادثة اختطاف الطائرات إلى منطقة قيعان خنا بالأردن، حين أُجبرت أربع طائرات ركاب (ثلاث منها متجهة إلى نيويورك وواحدة إلى لندن) على الهبوط في مهبط داوسون قرب الزرقاء، وذلك من قبل "الجبهة الشعبية لتحرير فلسطين". كما غطى الاشتباكات التي تلت ذلك والمعروفة بـ"أحداث أيلول الأسود" في الأردن. بين عامي 1970 و1972، سافر درويش إلى عدد من الدول في المنطقة، بما في ذلك مصر ولبنان وليبيا والعراق والسودان. وخلال زيارته إلى العراق، التقى بالرئيس العراقي الأسبق صدام حسين. في ذلك الوقت، لم يكن صدام حسين معروفًا على نطاق واسع في الغرب، وكان يشغل منصب نائب رئيس مجلس قيادة الثورة العراقية ونائب زعيم حزب البعث. وخلال زيارة درويش إلى العراق، التقى بصدام برفقة الصحفي جون بلوك. تشير روايات صحفية إلى أن اللقاء تضمن دعوة من صدام لما وُصف بالبعثة الملكية لشرب زجاجة من مشروب يُعتبر رسميًا في العراق آنذاك، وتبيّن لاحقًا أنها زجاجة من مشروب الويسكي بلاك ليبل. وفقًا لما نُقل في بعض الروايات الصحفية، فإن صدام حسين، الذي كان يُعرف حينها بلقب "السيد النائب"، قد قدّم مشروبات كحولية خلال لقاء جمعه بعدد من الصحفيين الأجانب في بغداد، من بينهم درويش. وتُفيد الروايات بأن المشروبات قد أُدت إلى حالة من عدم الاتزان بين أفراد الوفد الصحفي المرافق.
في عام 1973، أصبح درويش مراسلًا مقيمًا في منطقة الشرق الأوسط، حيث قام بتغطية حرب أكتوبر، التي اندلعت بين مصر وسوريا من جهة، وإسرائيل من جهة أخرى، بهدف استعادة أراضٍ احتلتها إسرائيل خلال حرب عام 1967. كما شاركت كل من العراق والأردن بدور محدود في العمليات العسكرية، وقد عمل درويش خلال تلك الفترة على تغطية تطورات الحرب من الميدان.
يشغل درويش حاليًا منصب المحرر السياسي في مجموعة الشرق الأوسط (Middle East Group)، والتي تتخذ من معرض الصحافة البرلمانية في مجلس العموم البريطاني بمقر البرلمان في وستمنستر مقرًا لها.
غطى عادل درويش عدة أحداث سياسية وعسكرية بارزة في منطقة الشرق الأوسط، من بينها:
- الحرب الإيرانية العراقية (1980–1988)،
- الحرب الأهلية اللبنانية (1975–1990)،
- معاهدة السلام بين مصر وإسرائيل عام 1979،
- اغتيال الرئيس المصري محمد أنور السادات عام 1981 وتغطية جنازته الرسمية،
- حرب الخليج عام 1991.

قام درويش بتغطية حادثة انفجار الحلة جنوب بغداد في أغسطس 1987، والتي أسفرت عن مقتل أكثر من 800 شخص. وقد كانت تقاريره من بين أولى التقارير الصحفية التي تناولت المسؤولية عن الحادث، والتي تمسّت بصدام حسين. في عام 1990، حصل درويش على معلومات حصرية أثناء مقابلة مع بيير سالينجر، واطلع على محاضر الاجتماعات التي جرت بين سفيرة الولايات المتحدة أبريل غلاسبي وصدام حسين قبل أسبوع من الغزو العراقي للكويت. كشفت هذه المحاضر عن نوايا صدام العدوانية، دون اعتراضات واضحة من جانب غلاسبي.
تم نشر قصة درويش في صحيفة الإندبندنت بالتعاون مع سالينجر، على أن تبثها قناة إيه بي سي نيوز بعد ساعات قليلة من النشر. في اليوم السابق، كان درويش قد نشر تقريرًا عن اجتماع بين جوزيف سي ويلسون، القائم بأعمال السفارة الأمريكية، وصدام حسين في السادس من أكتوبر 1990، حيث قدم صدام عرضًا ببيع النفط إلى الولايات المتحدة بأسعار أقل من السوق مقابل دعم أمريكي لضم الكويت.
خلال فترة عمله التي استمرت لأكثر من اثني عشر عامًا في صحيفة الإندبندنت، نشر درويش العديد من التقارير الحصرية، من بينها الكشف عن مصنع للأسلحة الكيميائية تابع للزعيم الليبي معمر القذافي في الرباط. كما تناول محاولات اغتيال للقذافي خلال زيارة الرئيس السوري بشار الأسد، وجهود ليبيا لشراء غواصة نووية من قبطان روسي.
كما كشف درويش عن محادثات سرية بين سوريا وإسرائيل، بالإضافة إلى تفاصيل صفقة سرية لصواريخ جرت في عام 1988 بين المملكة العربية السعودية والصين.غطى درويش دور القوات البحرية والجوية الأمريكية في دعم صدام حسين خلال الحرب العراقية الإيرانية، بالإضافة إلى العلاقة الطويلة بين صدام حسين ووكالة المخابرات المركزية الأمريكية.
يُعتبر درويش من أوائل الصحفيين الذين استخدموا مصطلح "الإسلاميون" لوصف الجماعات الإسلامية المتطرفة التي تلجأ إلى العنف.
تعرف درويش خلال مسيرته المهنية على عدد من الشخصيات المهمة في الشرق الأوسط، كما بنى علاقات مع المستعربين البريطانيين ومسؤولي وزارة الخارجية البريطانيين النشطين في المنطقة، والمعروفين باسم "فيلق الجمال". وقد قدم درويش أكثر من مئتي نعي لصحيفة الإندبندنت، مما يُعد مجموعة واسعة توثق تاريخ الشرق الأوسط والعلاقات بين الإمبراطورية البريطانية والعالم العربي.
عمل درويش أيضًا كمراسل متجول في مدن عدة منها القدس والقاهرة وطهران وبيروت والبحرين.
في الفترة من مارس حتى ديسمبر 2008، شغل درويش منصب المدير في منظمة الأبحاث البريطانية Just Journalism. استقال من منصبه بسبب خلافات مع رئيس المنظمة ومؤسسها بشأن مسألة الحياد.
بالإضافة إلى عمله في صحيفة الإندبندنت وديلي تلغراف، عمل درويش أيضًا مع صحيفة ذا تايمز، ونُشرت مقالاته في صحف مثل ديلي ميل، ديلي إكسبرس، ذا سكوتسمان، واشنطن بوست، وذا إيكونوميست. يظهر درويش بشكل متكرر كمعلق في قنوات إعلامية متنوعة، من بينها بي بي سي، سكاي نيوز، آي تي إن، بالإضافة إلى شبكات إعلامية كبرى في الولايات المتحدة وكندا، ومحطات تلفزيونية ناطقة بالعربية مثل قناة النيل الدولية وتلفزيون دولة الكويت.

## المسرح
عادل درويش كاتب مسرحي، وشارك في العمل المسرحي خلال السبعينيات في بريطانيا. قدم بعض مسرحياته في مهرجان إدنبرة الدولي، مهرجان يونج فج، والعديد من مسارح فرنج في لندن. تستند معظم مسرحياته إلى مقتبسات من أشعار وقصص قصيرة أفريقية، مع تركيز خاص على الأدب المصري.

## الجوائز
في عام 2008، حصل عادل درويش على جائزة كاتنج إيدج، وهي جائزة تُمنح للأفكار الجديدة والمتميزة في مجال الصحافة، تقديرًا لمساهمته في تعزيز فهم السلام والتفاهم من خلال وسائل الإعلام في الشرق الأوسط. تُنظم هذه الجائزة من قبل المجلس الدولي للصحافة والإذاعة، التابع لمؤسسة القرن القادم.
في عام 2017، نال درويش جائزة الإنجاز مدى الحياة خلال حفل توزيع جوائز الإعلام الدولي، اعترافًا بدوره في التغطية الإيجابية لأحداث الشرق الأوسط.

## المنشورات
- درويش: وداعًا للاسكندرية: شاهد علي التاريخ 1939-1960. دار نوماد للنشر - ( لندن 2022) . ( ردمك 7-00-914325-1-978).
  - درويش وجورجي: بابل غير المقدسة: التاريخ السري لحرب صدام, (1991). (ردمك 978-0-312-06531-7).
  - بولوك، جون ودرويش، عادل: حروب المياه: قادمة النزاعات في الشرق الأوسط (لندن 1993). (ردمك 978-0-575-05533-9).
  - داروين، أليكس (اسم مستعار): حافة الحرب، المقاومة تحت الأرض في الكويت، الخفجي 1990-1991 (لندن: شركة متحف الخليج للاستشارات، 2011) ((ردمك 978-0-95686340-9)
  - عادل درويش: حلبجة من تؤلم الحقيقة؟.
  - عادل درويش مقابلة مع سي إن إن: نسخة محفوظة 6 نوفمبر 2010 على موقع واي باك مشين.

## طالع أيضًا
- - صحفي استقصائي
  - فليت ستريت
  - حادثة اختطاف الطائرات إلى قيعان خنا
  - الجبهة الشعبية لتحرير فلسطين
  - صفقة الصواريخ السرية لعام 1988 بين المملكة العربية السعودية والصين

## وصلات خارجية
- - عادل درويش، الشرق الأوسط.
  - عادل درويش، قناة العربية.
  - عادل درويش يكشف سبب وصول الكرونا مقر الحكومة البريطانية- يوتيوب.
  - عادل درويش: أقل من 22% من الشعب البريطاني يؤيد التدخل العسكري في سوريا- يوتيوب.